# Wilhelm Büxenstein
Georg Friedrich Wilhelm Büxenstein (geb. 16. Januar 1822 in Berlin; gest. 24. Juli 1886 in Niederlössnitz bei Dresden) war ein deutscher Druckereibesitzer.

## Lebensweg

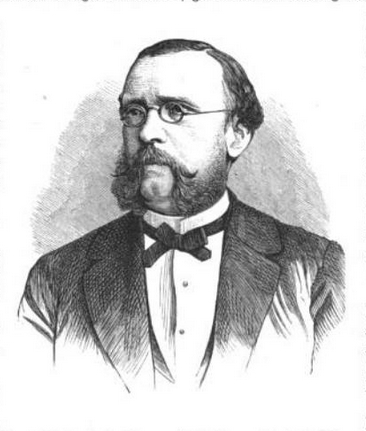
Wilhelm Büxenstein (1822–1886)

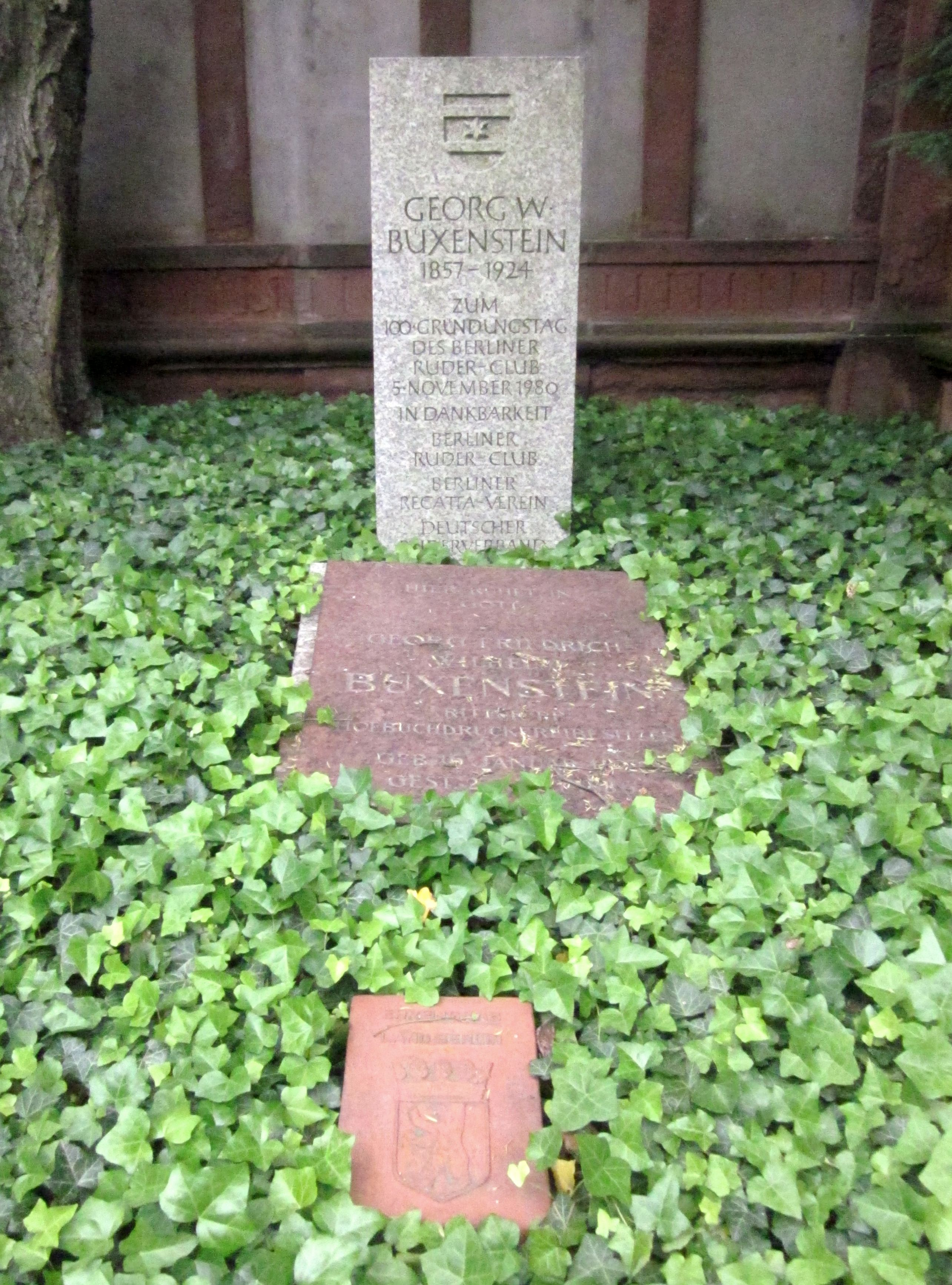
Erbbegräbnis Büxenstein auf dem Friedhof I Jerusalems- und Neue Kirche, Berlin-Kreuzberg

Nach dem Ende seiner Schulzeit auf dem französischen Gymnasium Berlin, auf dem Französisch die Unterrichtssprache war, absolvierte Wilhelm Büxenstein eine Buchdruckerlehre bei der Druckerei Trowitzsch & Sohn. Nach Abschluss seiner Lehre im Jahr 1842 war Wilhelm Büxenstein zunächst neun Jahre lang in Berlin tätig. Im Jahr 1851 wurde er Geschäftsführer der Filialdruckerei von Wilhelm Moeser in Schwedt/Oder. Im darauffolgenden Jahr, also 1852, gründete Wilhelm Büxenstein in Berlin seine eigene kleine Buchdruckerei An der Schleuse 2 die sich zunächst mit Akzidenzdruck befasste, aber rasch expandierte. Bereits 1853 zog die Druckerei in das Haus Königsstraße 43, wo die erste Schnellpresse aufgestellt wurde. 1859 erfolgte der Umzug in das Haus Wallstraße 26; bald darauf konnte ein eigenes Haus in der Niederwallstraße 22 bezogen werden. Als Wilhelm Büxenstein im Jahre 1877 sein 25-jähriges Firmenjubiläum beging, beschäftigte er bereits über 140 Angestellte. Er erhielt den Roten Adlerorden 4. Klasse und wurde zum Kommerzienrat ernannt. 1881 ließ die Druckerei W. Büxenstein in der Zimmerstraße 40/41 einen speziell für den Druckereibetrieb entworfenen Neubau errichten. Diesen Neubau, in dem der 1883 von August Scherl als Anzeigenblatt gegründete Berliner Lokal-Anzeiger gedruckt wurde, verkaufte die Druckerei W. Büxenstein im Jahr 1888 an Scherl. Die Druckerei W. Büxenstein beschäftigte aber auch nach diesem Verkauf noch rund 300 Angestellte. Im Jahr 1893 bezog sie Räume in einem Neubau an der Friedrichstraße 240/241. Da das Druckereigeschäft weiterhin wuchs, wurden im Laufe der folgende Jahre die angrenzenden Grundstücke in der Friedrichstraße 239 und der Wilhelmstraße 9 hinzugekauft und für die Druckerei eingerichtet. Die Firma wurde mit dem Titel „Hofbuchdruckerei“ und Wilhelm Büxenstein selbst durch die Verleihung des Königlich preußischen Kronenordens ausgezeichnet. In der Druckerei W. Büxenstein wurden zeitweilig fünf Berliner Tageszeitungen gedruckt, darunter seit seiner Gründung im Jahr 1868 der Berliner Börsen-Courier, ferner die Gerichtszeitung und die Neue Volkszeitung.
Schon einige Jahre vor seinem Tod im Alter von 64 Jahren musste sich Wilhelm Büxenstein aufgrund einer körperlichen Erkrankung aus dem Druckereigeschäft zurückziehen und die Geschäftsführung seinem Sohn Friedrich Wilhelm Georg Büxenstein (1857–1924) überlassen. Friedrich Büxenstein hatte seine Ausbildung zum Drucker im väterlichen Betrieb in der Niederwallstraße 22 erhalten.
Wilhelm Büxenstein war offenbar Mitglied der Johannisloge zur Verschwiegenheit, Berlin.
Die Leiche des im Alter von 64 Jahren am 24. Juli 1886 in Niederlössnitz bei Dresden an den Folgen einer Lungenentzündung verstorbenen Wilhelm Büxenstein wurde nach Berlin überführt und am 28. Juli 1886 auf dem alten Jerusalemer Kirchhof im Erbbegräbnis der Familie Büxenstein beigesetzt.